# Liste der Träger des Verdienstordens des Landes Rheinland-Pfalz/2010
Im Jahr 2010 wurden folgende Personen mit dem Verdienstorden des Landes Rheinland-Pfalz geehrt. Am 15. November des Folgejahres wurde dem Luxemburgischem Premierminister Jean-Claude Juncker der Verdienstorden überreicht.
| Ordensträger          | Lebensdaten | Wohnort                       | Wirken                                                                                    |
| --------------------- | ----------- | ----------------------------- | ----------------------------------------------------------------------------------------- |
| Rudi Altig            | 1937–2016   | Sinzig                        | Radrennfahrer                                                                             |
| Anita Burgard         |             | Trier                         |                                                                                           |
| Luise-Charlotte Busch |             | Rockenhausen                  | Kommunalpolitikerin                                                                       |
| Jacques Delfeld       | * 1951      | Landau in der Pfalz/Karlsruhe | Vorsitzender des Verbandes Deutscher Sinti und Roma – Landesverband Rheinland-Pfalz       |
| Ullrich Hellmann      |             | Wiesbaden                     |                                                                                           |
| Volker Hentschel      | * 1944      | Bad Soden am Taunus           | Wirtschafts- und Sozialhistoriker                                                         |
| Jean-Claude Juncker   | * 1954      | Luxemburg                     | luxemburgischer Politiker (CSV/PCS)                                                       |
| Sibylle Kalkhof-Rose  |             | Mainz                         |                                                                                           |
| Heinz Maurer          | 1921–2016   | Boppard                       | Arzt, Gründer der Marke sebamed                                                           |
| Axel Roeder           | * 1941      | Trippstadt                    | Forstwissenschaftler, Direktor der Forschungsanstalt für Waldökologie und Forstwirtschaft |
| Burkhardt Siebert     |             | Nisterau                      |                                                                                           |
| Thomas Stumm          |             | Waldfischbach-Burgalben       | Chemiker                                                                                  |
| Ursel Theile          |             | Mainz                         |                                                                                           |
| Norbert Trautmann     | * 1939      | Mainz                         | Chemiker, Betriebsleiter des Forschungsreaktors TRIGA Mainz                               |
| Emil Weichlein        |             | Essenheim                     |                                                                                           |